# Günter Elste

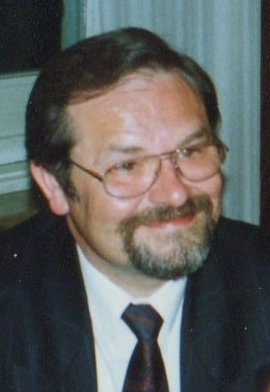
Günter Elste

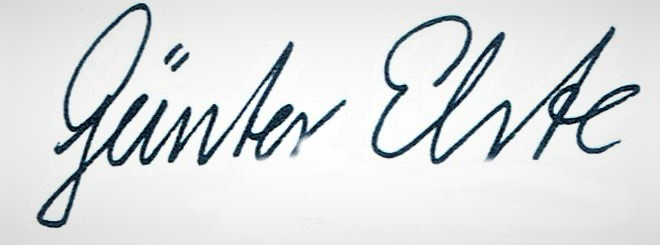
Unterschrift Günter Elste

Günter Elste (* 21. Januar 1949 in Baalsdorf) ist ein deutscher Politiker der Sozialdemokratischen Partei Deutschlands (SPD) und ehemaliger Vorstandsvorsitzender der Hamburger Hochbahn AG.

## Leben
Nach dem Abitur studierte Elste in den Jahren 1969 bis 1974 Wirtschaftswissenschaften mit der Fachrichtung Betriebswirtschaftslehre an der Universität Hamburg und schloss sein Studium mit der Prüfung zum Diplom-Kaufmann ab.
Im Jahr 1975 begann er im Planungsstab der Hamburger Senatskanzlei unter Hans-Ulrich Klose. Ab 1981 war er für das städtische Wohnungsunternehmen SAGA tätig, zunächst als Stabsstellenleiter und dann als Prokurist. 1989 übernahm er die Geschäftsführung der Hamburger Staatsholding HGV Hamburger Gesellschaft für Vermögens- und Beteiligungsmanagement mbH. Von 1996 bis zum 31. Januar 2016 war er Vorstandsvorsitzender des landeseigenen Nahverkehrsunternehmens Hamburger Hochbahn AG. Elste war von 2003 bis 2009 Präsident des Verbandes Deutscher Verkehrsunternehmen (VDV). Zudem ist er Vorsitzender des Ausschusses für Stadt- und Regionalentwicklung der Handelskammer.
Er war von September 1985 bis 1997 Mitglied der Hamburgischen Bürgerschaft. Er war während dieser Zeit unter anderem im Ausschuss für Verfassung, Geschäftsordnung und Wahlprüfung. Von 1989 bis 1996 war er Vorsitzender der sozialdemokratischen Bürgerschaftsfraktion.
Seit 2015 ist Günter Elste Vorsitzender des Aufsichtsrats der Hamburger Sparkasse (Haspa).